# NGC 909
NGC 909 este o galaxie eliptică situată în constelația Andromeda. A fost descoperită în 30 octombrie 1878 de către Édouard Stephan⁠(d). Se află la o distanță de 62,81 de megaparseci de Pământ.